# Deliatyne
Deliatyne (en ukrainien : Делятин ; en polonais : Delatyn ; en yiddish : דעלאטין) est une commune urbaine du raïon de Nadvirna, dans l'oblast d'Ivano-Frankivsk, en Ukraine. Sa population s'élevait à 8 276 habitants en 2021, à 7 972 habitants en 2024.

## Géographie
Deliatyne est arrosée par la rivière Prout et se trouve dans les Carpates, à 31 km à l'ouest de Kolomya, à 44 km au sud d'Ivano-Frankivsk et à 477 km à l'ouest-sud-ouest de Kiev.

## Histoire
La localité devint polonaise au XVe siècle. En 1772, elle fut intégrée à l'empire d'Autriche avec la Galicie. Après la Première Guerre mondiale, elle fut rattachée à la Pologne. 
En septembre 1939, Deliatyne fut occupée par l'Armée rouge et annexée par l'Union soviétique. Elle reçut le statut de commune urbaine et fut intégrée au nouveau raïon de Yaremtche. Après l'invasion de l'Union soviétique par l'Allemagne nazie, elle fut occupée à partir du 1er juillet 1941. La communauté juive, historiquement importante dans la localité, fut exterminée lors d'exécutions de masse perpétrées par des membres des Einsatzgruppen. Le 16 octobre 1941, 1 950 Juifs furent assassinés. Un peu plus tard, 200 autres. Au cours du printemps 1942, un nouveau massacre fit 3 000 victimes. Les 2 000 Juifs survivants furent déportés au centre d'extermination de Bełżec. Deliatyne fut libérée de l'occupation allemande par l'Armée rouge le 26 juillet 1944 après de longs combats qui firent de très importantes destructions.
Le 19 mars 2022, pendant la guerre russo-ukrainienne, les forces armées russes affirment avoir utilisé des missiles hypersoniques pour la première fois dans l'histoire du combat mondial pour cibler un site de stockage militaire à Deliatyne,. Il s'agissait en l'occurrence de missiles Kh-47M2 Kinjal.

## Film documentaire
En 1992, un documentaire Return to My Shtetl Delatyn du réalisateur Willy Lindwer retrace le voyage de Berl Nuchim et de sa fille Michal dans le village où il parvint à échapper aux nazis cinquante ans plus tôt. Il décrit le changement de la région et de ses habitants.

## Population
Recensements (*) ou estimations de la population :
| 1959* | 1970* | 1979* | 1989* | 2001* | 2011  | 2012  |
| ----- | ----- | ----- | ----- | ----- | ----- | ----- |
| 7 313 | 8 035 | 8 230 | 8 343 | 8 231 | 8 184 | 8 264 |

| 2013  | 2014  | 2015  | 2016  | 2017  | 2018  | 2019  |
| ----- | ----- | ----- | ----- | ----- | ----- | ----- |
| 8 319 | 8 365 | 8 412 | 8 430 | 8 399 | 8 364 | 8 386 |

| 2021  | - | - | - | - | - | - |
| ----- | - | - | - | - | - | - |
| 8 276 | - | - | - | - | - | - |

## Divers
La delatynite est une variété d'ambre qu'on trouve dans la ville,.

### Bâtiments remarquables
- L'église de la Nativité de la Sainte-Vierge de Deliatyne, classée monument d’intérêt national[11].
- L'église Saint-François de Deliatyne, classée[12].

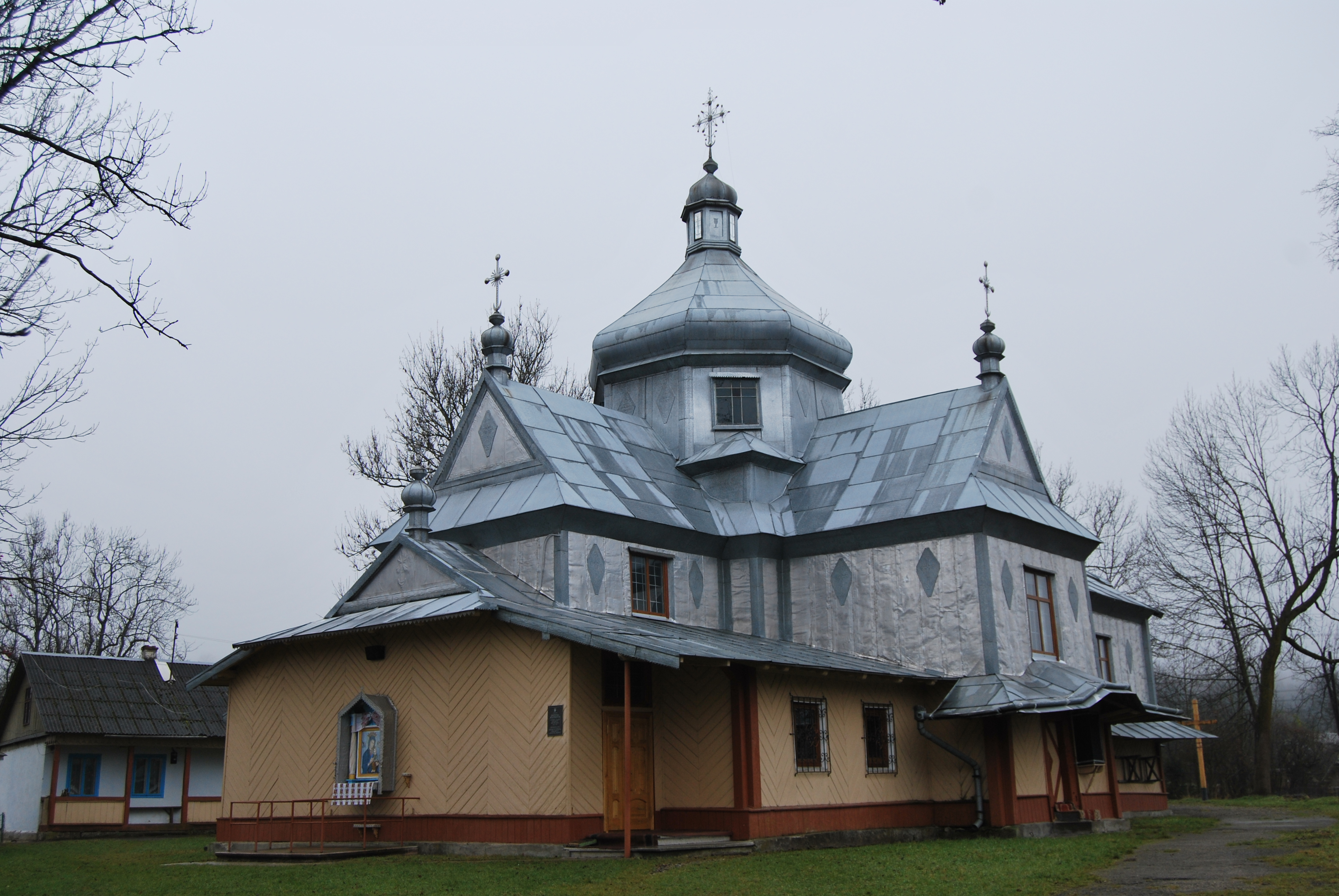
L'église de la Nativité de la Sainte-Vierge.
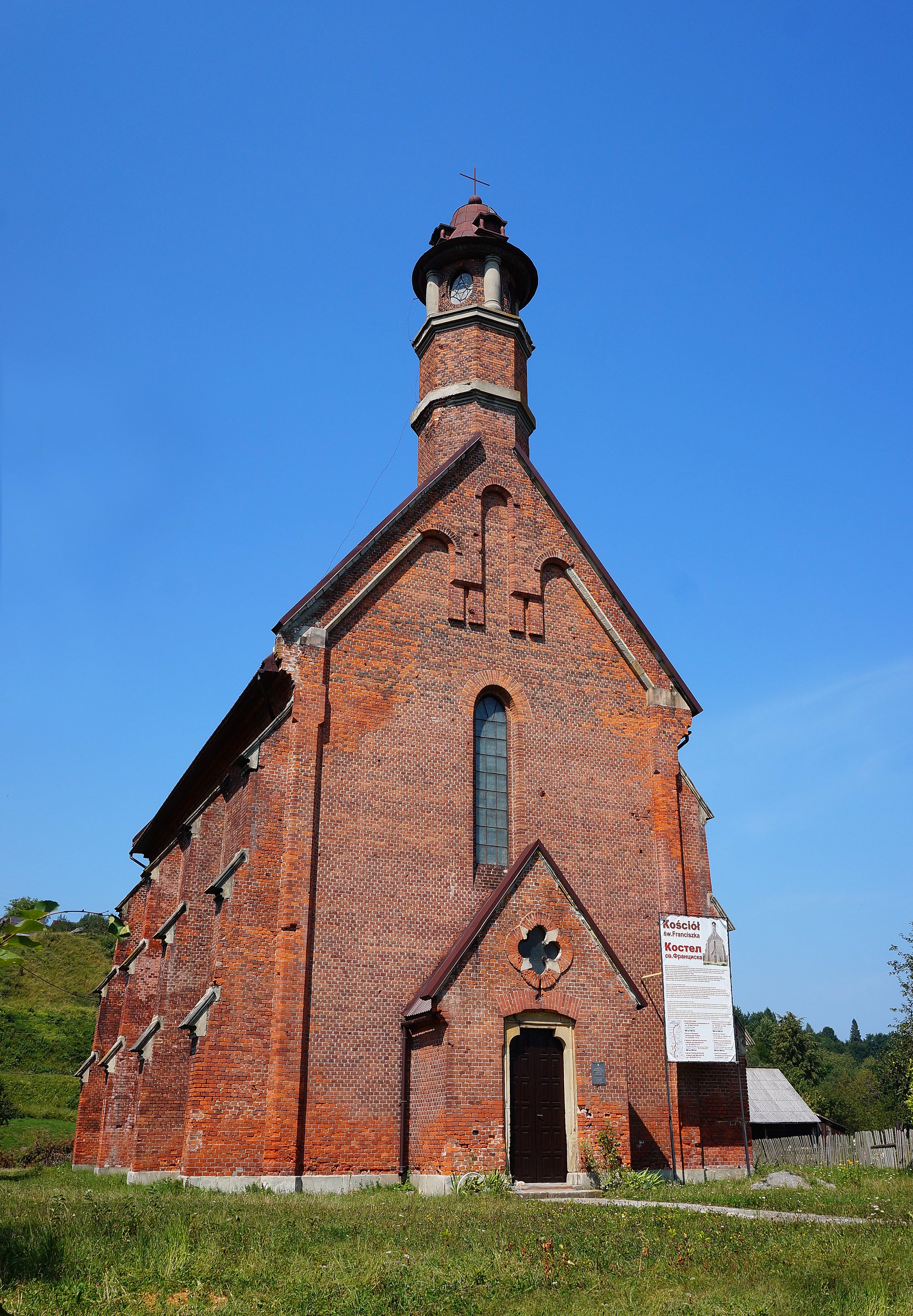
L'église Saint-François.
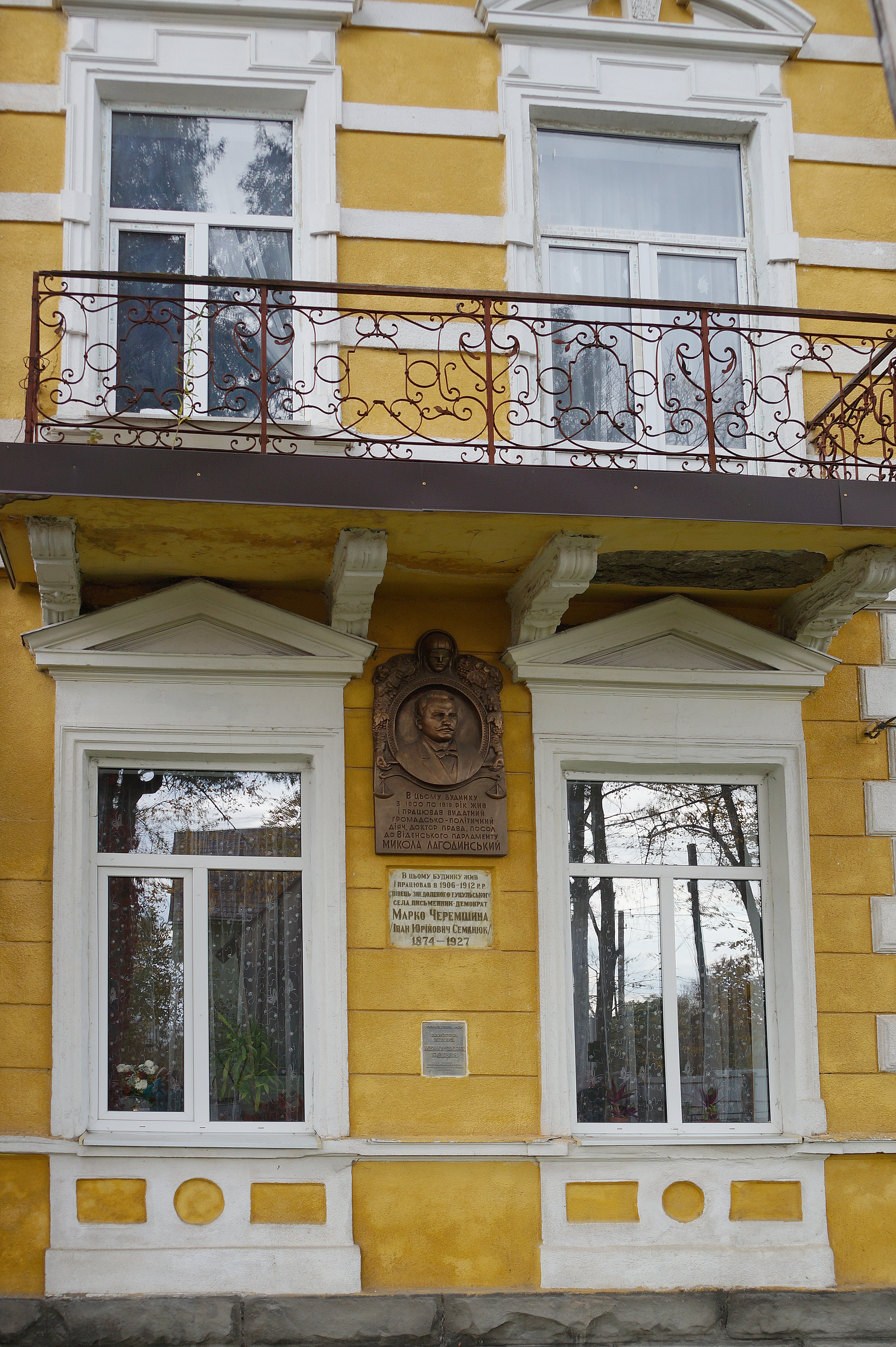
Plaque commémorative de Marcos Tcheremshyna.